# Анучино (Мордовия)
 Анучино — деревня в Лямбирском районе Мордовии в составе  Протасовского сельского поселения.

## География
Находится на расстоянии примерно 22 км на северо-восток от города Саранск.

## Население
Постоянное население составляло 9 человек (русские 100%) в 2002 году, 4 в 2010 году .